# Opera Philadelphia

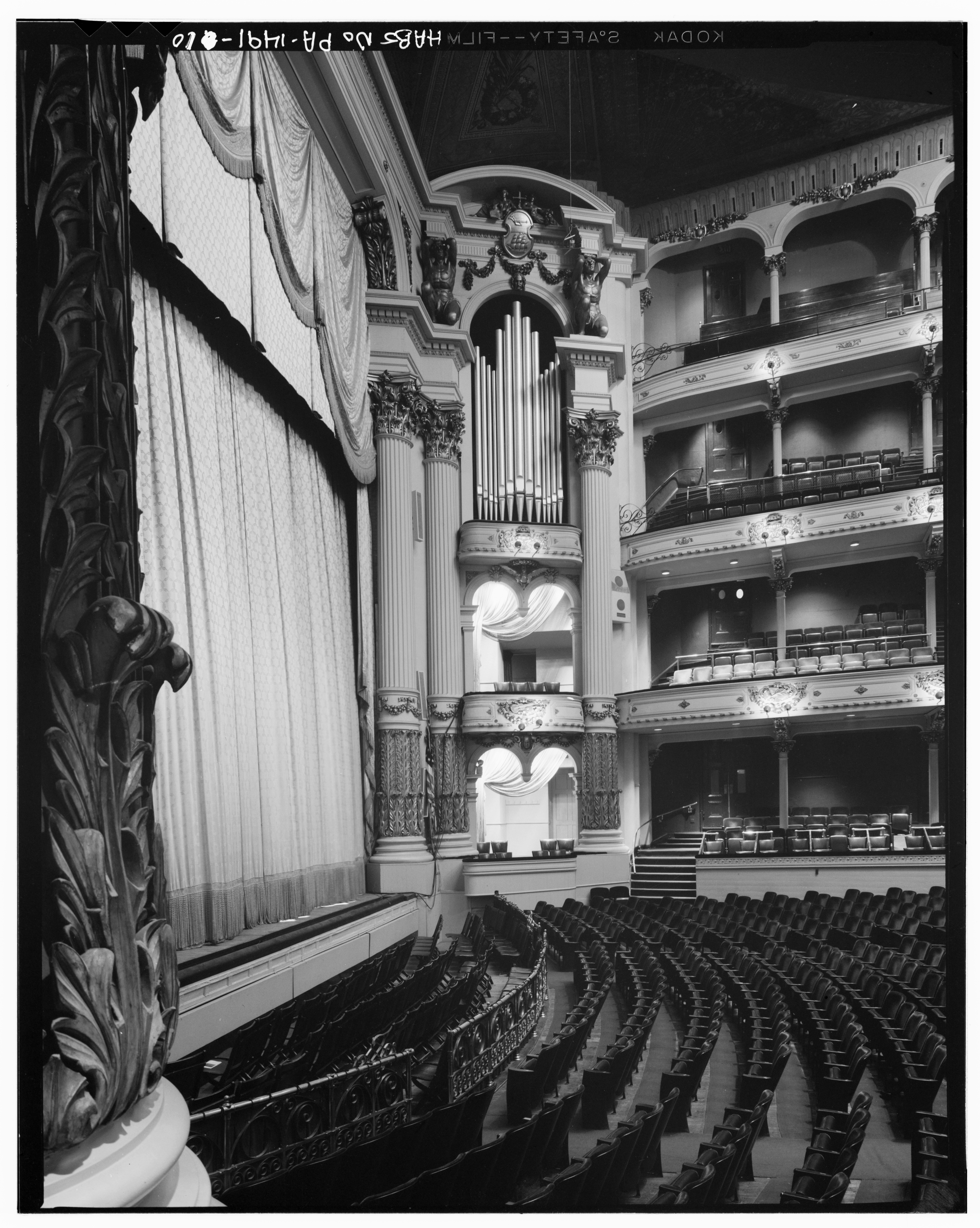
American Academy of Music

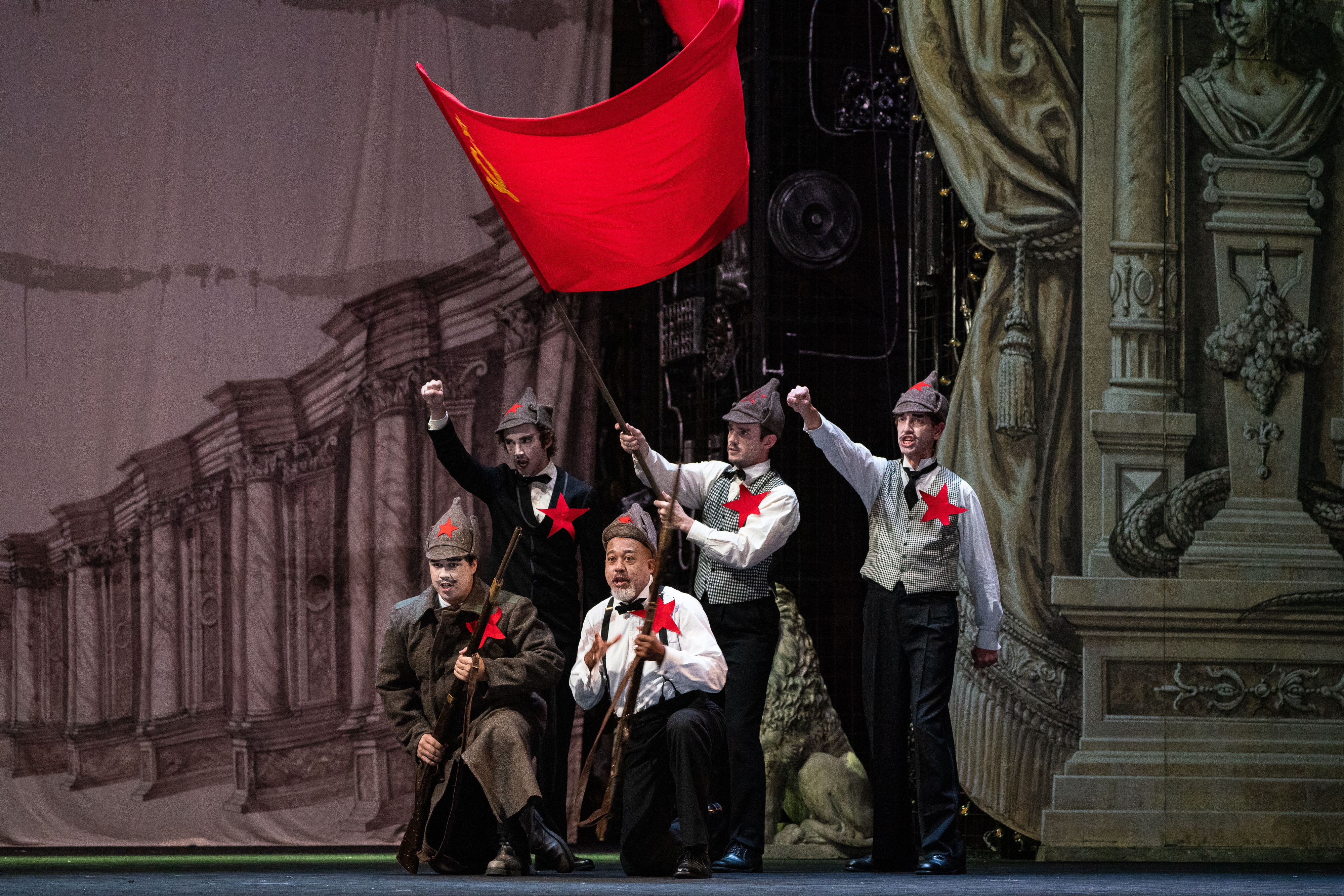
Die Liebe zu den drei Orangen

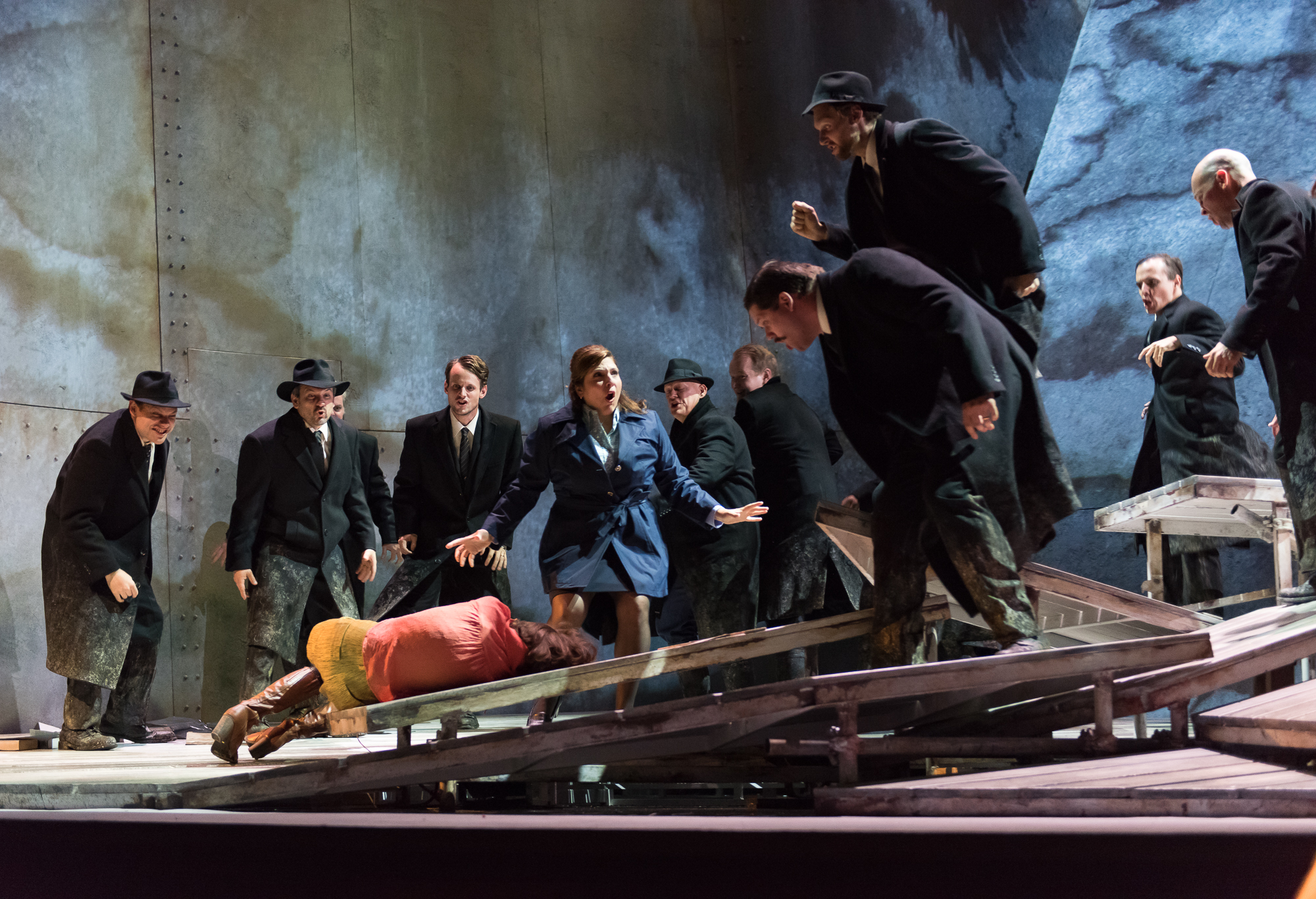
Breaking the Waves

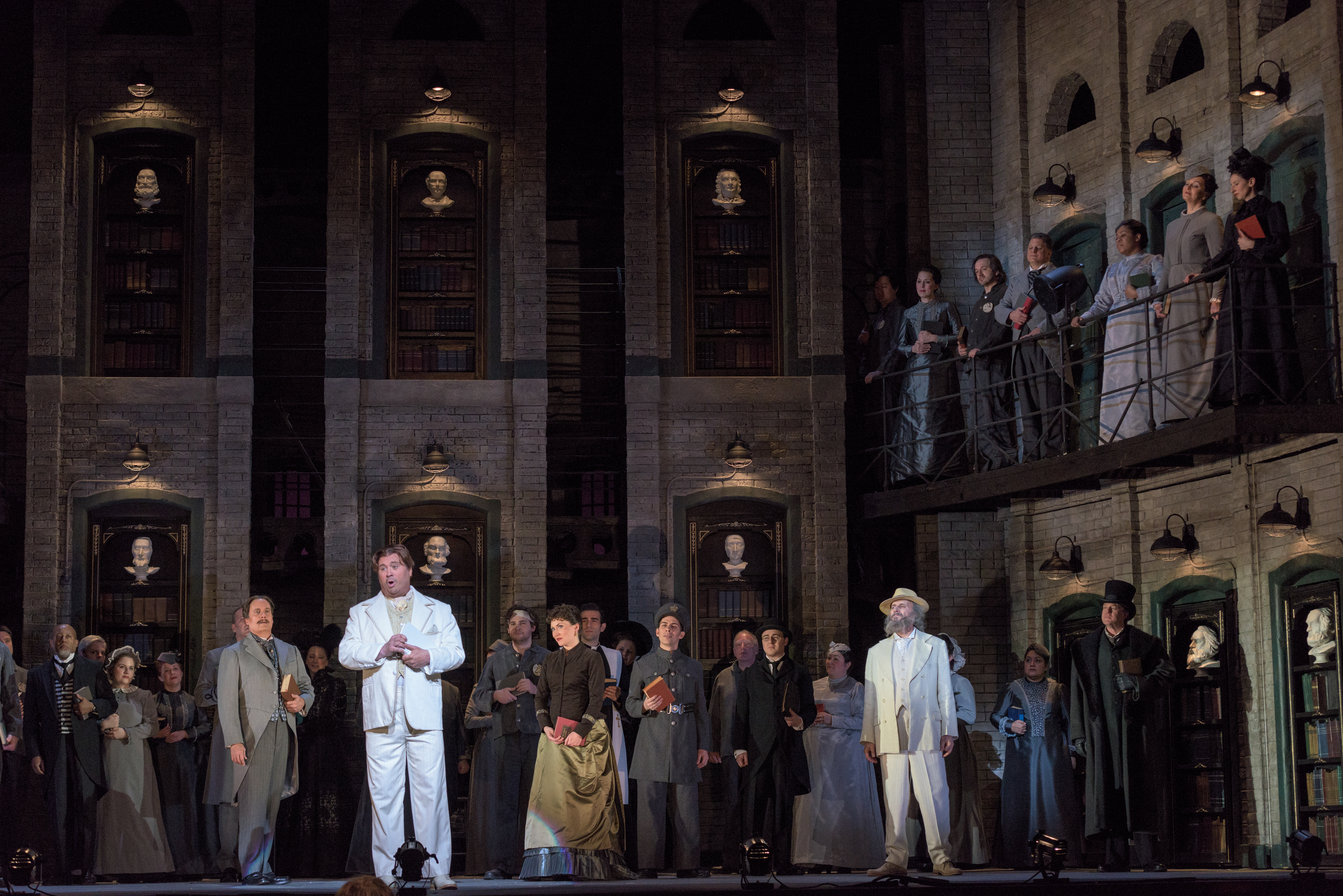
Oscar

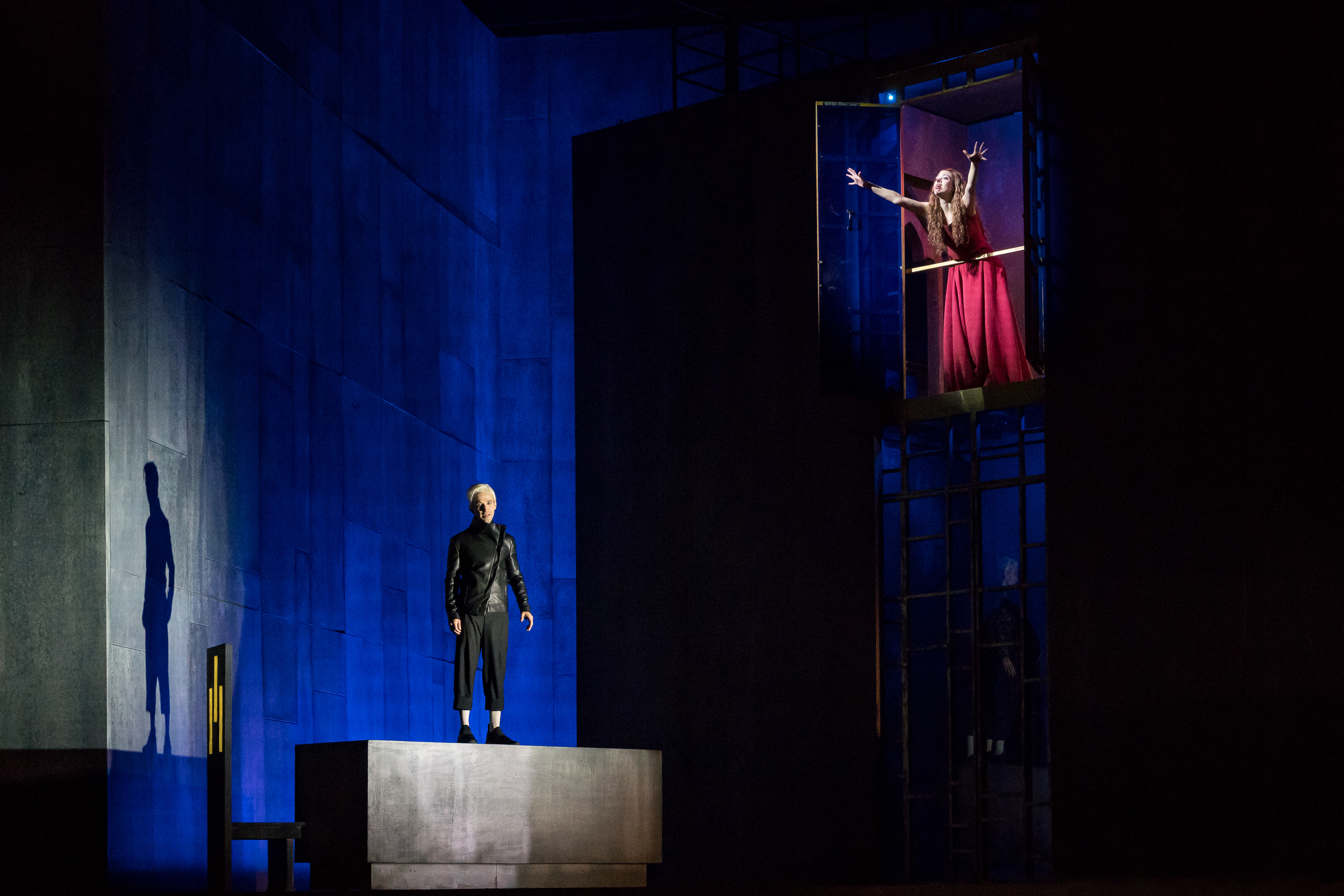
Written on Skin

Die Opera Philadelphia (vor 2013 Opera Company of Philadelphia bzw. OCP) ist eine Institution für die Produktion von Musiktheateraufführungen in der Stadt Philadelphia im Staat Pennsylvania. Sie versteht sich als wichtigste Operninstitution der Stadt.

## Geschichte
Die Institution wurde 1975 als Fusion zweier Kompagnien gegründet, der Philadelphia Lyric Opera Company (PLOC) und der Philadelphia Grand Opera Company (PGOC), zwei Organisationen, die seit vielen Jahren miteinander konkurrierten. Adele W. Paxson, die Chefin der PLOC, wurde zur ersten Vorstandsvorsitzenden des Unternehmens ernannt, eine Position, die sie viele Jahre innehatte. Max Leon, Dirigent und General Manager von PGOC, wurde erster General Manager des Unternehmens und Carl Suppa wurde der erste künstlerische Leiter. Die drei Persönlichkeiten waren maßgeblich für die Organisation, Planung und Durchführung des Zusammenschlusses verantwortlich. 1976 präsentierte die Truppe die Uraufführung von Gian Carlo Menottis The Hero.
Gegen Ende der Saison 1977/1978 verließen Max Leon und Carl Suppa das Unternehmen. Infolgedessen wurde J. Edward Corn zum zweiten General Manager des Unternehmens ernannt. Später wurde auch Julius Rudel, Chefdirigent der New York City Opera, Künstlerischer Berater. Edward Corn verließ das Unternehmen bereits 1980, um Direktor des neuen Opern- und Musikprogramms National Endowment for the Arts zu werden. Margaret Anne Everett, seit 1977 hier als Direktorin für Bildung und gemeinnützige Dienste, wurde zunächst zur Direktorin und später offiziell zur dritten Geschäftsführerin des Unternehmens ernannt. Sie blieb in dieser Position vierzehn Jahre.
Im März 1990 trat Everett von ihrem Amt zurück und Jane Gray Nemeth, die damalige Direktorin des Luciano Pavarotti International Voice Competition der Opera Company of Philadelphia, übernahm die Geschäftsführung. 1991 ernannte das Unternehmen Robert B. Driver zum General Manager. Die Führungsstruktur des Unternehmens änderte sich während Drivers Intendanz mehrfach. Zunächst war er von 2000 bis 2004 Titular Art Director und von 2004 bis 2009 General und Art Director. Am 31. März 2009 wurde bekannt, dass Driver zum Posten des Art Directors zurückkehren werde und David B. Devan, seit Januar 2006 OCP-CEO, als OCP-Exekutivdirektor fungieren würde. Im Februar 2011 wurde Devan zum General Manager ernannt. Im Jahr 2013 benannte sich die OCP in Opera Philadelphia um und wählte ein neues Logo.
Die Opera Company of Philadelphia ist heute die einzige Institution der Stadt, an der auch Darbietungen großer Opern mit Bühnenbildern und in angemessenen Inszenierungen möglich sind. Sie spielt in diverse Räumlichkeiten der Stadt, darunter jeweils drei Produktionen pro Saison in der Academy of Music.

## Uraufführungen (Auswahl)
- Gian Carlo Menotti: The Hero (1976)
- Missy Mazzoli: Breaking the Waves (2016)
- Theodore Morrison: Oscar (2018)
- George Benjamin: Written on Skin (2018)